# Vittorio Goretti
| Asteroidi scoperti: 31                                                    | Asteroidi scoperti: 31 | Asteroidi scoperti: 31 |
| ------------------------------------------------------------------------- | ---------------------- | ---------------------- |
| 7437 Torricelli                                                           | 12 marzo 1994          | [1]                    |
| 8885 Sette                                                                | 13 marzo 1994          | [2]                    |
| 9232 Miretti                                                              | 31 gennaio 1997        |                        |
| 10197 Senigalliesi                                                        | 18 ottobre 1996        |                        |
| 10200 Quadri                                                              | 7 luglio 1997          |                        |
| 11121 Malpighi                                                            | 10 settembre 1996      |                        |
| 12035 Ruggieri                                                            | 1º febbraio 1997       |                        |
| 15381 Spadolini                                                           | 1º settembre 1997      |                        |
| 16761 Hertz                                                               | 3 ottobre 1996         |                        |
| 16766 Righi                                                               | 18 ottobre 1996        |                        |
| 17652 Nepoti                                                              | 3 novembre 1996        |                        |
| 20081 Occhialini                                                          | 12 marzo 1994          | [2]                    |
| 21306 Marani                                                              | 1º dicembre 1996       |                        |
| (24996) 1998 OD1                                                          | 20 luglio 1998         | [3]                    |
| 25276 Dimai                                                               | 15 novembre 1998       |                        |
| 26917 Pianoro                                                             | 15 settembre 1996      |                        |
| 29457 Marcopolo                                                           | 25 settembre 1997      |                        |
| 33376 Medi                                                                | 6 febbraio 1999        |                        |
| 39699 Ernestocorte                                                        | 12 ottobre 1996        |                        |
| 42747 Fuser                                                               | 21 settembre 1998      |                        |
| 42748 Andrisani                                                           | 21 settembre 1998      |                        |
| 43999 Gramigna                                                            | 31 agosto 1997         |                        |
| 44005 Migliardi                                                           | 25 settembre 1997      |                        |
| 47038 Majoni                                                              | 17 novembre 1998       |                        |
| 48737 Cusinato                                                            | 8 marzo 1997           |                        |
| 58573 Serpieri                                                            | 9 settembre 1997       |                        |
| 70745 Aleserpieri                                                         | 9 novembre 1999        |                        |
| 79375 Valetti                                                             | 16 marzo 1997          |                        |
| 79826 Finardi                                                             | 17 novembre 1998       |                        |
| 96217 Gronchi                                                             | 14 settembre 1993      | [1]                    |
| 100553 Dariofo                                                            | 2 aprile 1997          |                        |
| - [1] con Andrea Boattini - [2] con Maura Tombelli - [3] con Luciano Tesi |                        |                        |

Benito Vittorio Goretti (San Cesario sul Panaro, 17 giugno 1939 – Pianoro, 7 luglio 2016) è stato un astronomo italiano.
Goretti ha insegnato per quasi 30 anni Fisica e Matematica in una scuola superiore di Bologna.
Come astronomo non professionista - presso il suo osservatorio privato (Observatory 610) a Pianoro - si è concentrato dapprima sulla scoperta di asteroidi e poi, col suo ultimo telescopio da 30 cm di diametro e 3 m di lunghezza focale, dall'anno 2008 fino all'anno 2012, si è dedicato alla misurazione degli angoli di parallasse per le stelle più vicine al Sole. Estendendo la sua ricerca anche a stelle con moto proprio trascurabile (che non sono necessariamente lontane, perché potrebbero muoversi di conserva col Sole o lungo la linea visuale) ha trovato che almeno una decina di stelle potrebbero essere più vicine di Proxima Centauri.
Per problemi di salute della moglie Giuliana ha cessato la sua attività di ricerca nel 2013 rimanendo in attesa di conferme delle sue misurazioni di distanze stellari.
È morto a Pianoro il 7 luglio 2016, il funerale si è svolto presso la Chiesa di Santa Maria Assunta a Pianoro Nuovo (BO).
L'asteroide 7801 Goretti è stato battezzato in suo onore.